# Сарама
Сара́ма (санскр. सरमा, «быстрая») — персонаж древнеиндийской мифологии, сука богов (санскр. देवशुनी,  IAST: devashunī). Впервые упоминается  в Ригведе (X 108, 2, 4), где она помогает Индре вернуть коров, украденных демонами Пани. Эта легенда излагается во многих более поздних священных текстах индуизма, в которых Сарама обычно описывается как собака Индры. Краткие эпизоды с участием Сарамы присутствуют в нескольких частях Махабхараты и в отдельных Пуранах. В Ригведе Сарама ещё не называется божественной сукой, но в ведийской мифологии она уже обычно имеет природу собаки. В более поздних мифах Сарама выступает матерью двух чудовищных четырёхглазых псов Шарбаров (они же называются «Сарамея», что буквально означает «потомок Сарамы» или «собака»), охраняющих царство бога смерти Ямы. В гимне РВ X.14, посвящённом Яме и содержащем напутствие умершему, они описываются следующим образом:
10. Спеши мимо двух псов, потомков Сарамы (sarameyau — дв. ч.),

Четырёхглазых, пятнистых…

11. Два твоих пса, о Яма, — сторожа,

Четырёхглазые, стерегущие путь, надзирающие за людьми…

12. Два похитителя жизни, с широкими ноздрями, рыжеватые (?),

Два вестника Ямы, бродят они среди людей…
Согласно Бхагавата-пуране,  Сарама является прародительницей всех диких животных.

## В Махабхарате

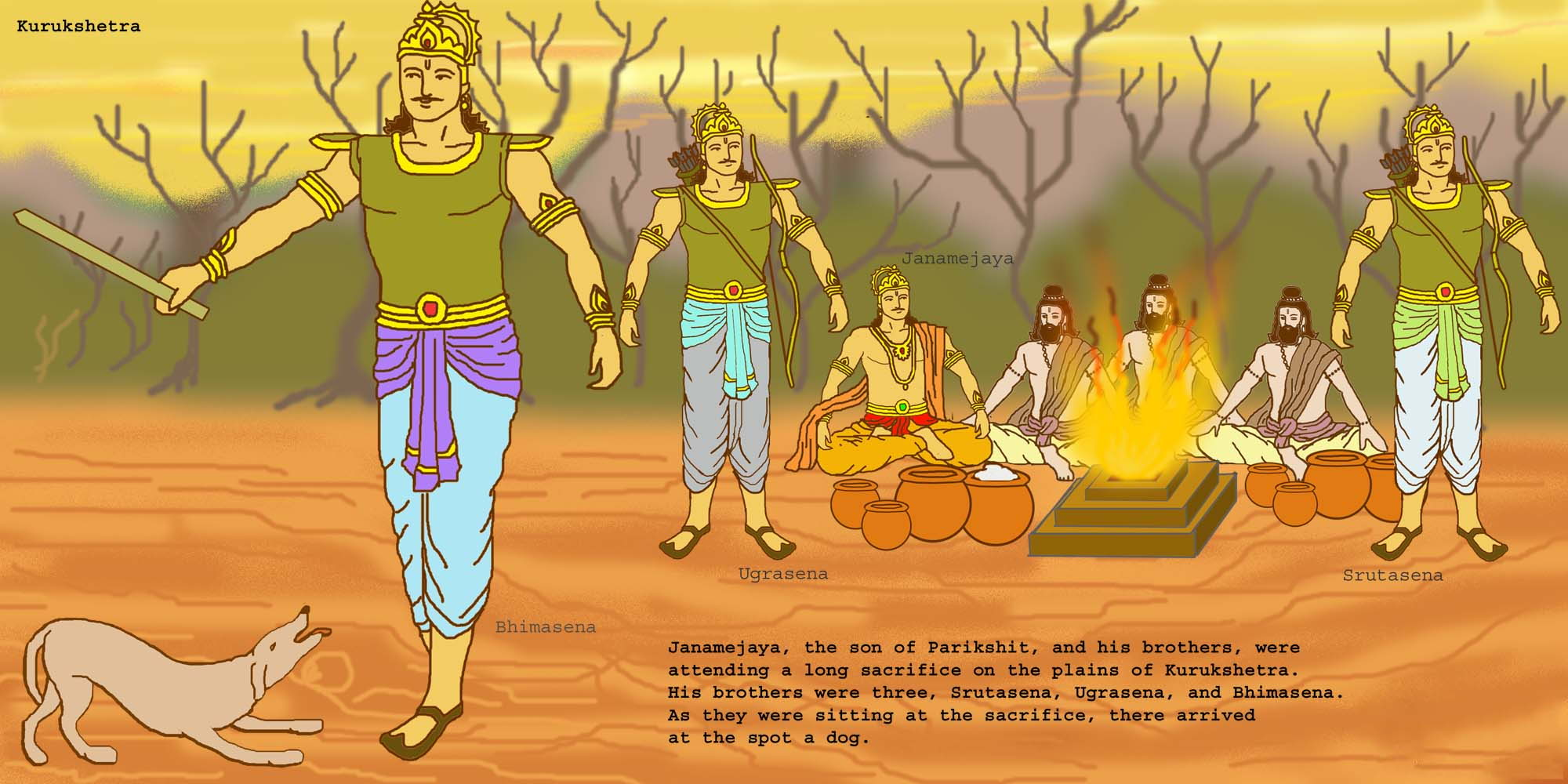
Братья царя Джанамеджаи избивают сына Сарамы, которая в отместку проклинает Джанамеджаю.

В начале первой книги Махабхараты — Адипарвы — описывается избиение братьями царя Джанамеджаи сына Сарамы во время змеиного жертвоприношения на Курукшетре. Пёс с визгом и жалобами прибегает к своей матери, после чего та отправляется к царю и говорит ему, что, поскольку её сын был избит безвинно, то Джанамеджаю постигнет непредвиденное несчастье. Джанамеджая огорчается и начинает усиленно разыскивать подходящего домашнего жреца, который смог бы устранить действие его грехов.
Во второй книге Махабхараты — Сабхапарве — Сарама упоминается в числе богов, поклоняющихся Брахме в его дворце собраний.
В третьей книге Махабхараты — Араньякапарве — Маркандея упоминает Сараму в числе матерей бога войны Сканды, которые, являясь во множестве обличий, уничтожают человеческих детёнышей, пока те не достигнут шестнадцатилетнего возраста. По словам Маркандеи, божественная праматерь собак Сарама убивает человеческое дитя ещё в материнском чреве.
В семнадцатой, предпоследней, книге Махабхараты — Махапрастханикапарве — Сарама не фигурирует, однако важнейшую роль в этой части древнеиндийского эпоса играет собака, которая в конце повествования оказывается богом справедливости Дхармой.